# ヒマラヤン
ヒマラヤン(英：Himalayan)は、北アメリカとイギリスを原産国とするネコの一種。1924年ペルシャとシャムの異種交配により作られた。

## 概要
色模様が、ヒマラヤウサギに似ているので、ヒマラヤンと名付けられたとされる。長毛種で目の色はブルーの一色。ブルー・ライラック・シール・チョコレート・フレーム・クリームなどの毛色が存在する。

## 歴史
ヒマラヤンの歴史はスウェーデンの研究者がペルシャにポインテッドの特性を付加させようと考えた事に端を発する。1930年代にはその研究がイギリス、アメリカに引き継がれ、1935年にアメリカでペルシャとシャムの交配からポインテッドの特性を持ちつつ、ペルシャの面影を残す個体の開発に初めて成功した。デビュタントと名づけられたこの個体がヒマラヤンの原型である。デビュタントは現在のヒマラヤンの体形よりシャムのそれに近く、ヒマラヤンとしてチャンピオンシップの称号を得るまでイギリスで1955年、アメリカで1957年と誕生後もまだしばらくの時間を要した。

## 性格
ペルシャの温和な性格を強く引き継ぎ、もの静かで、わがままや神経質なそぶりを見せることもあまりない。高いところに登ったり、大きな声で鳴くようなこともほとんどない。

## ギャラリー

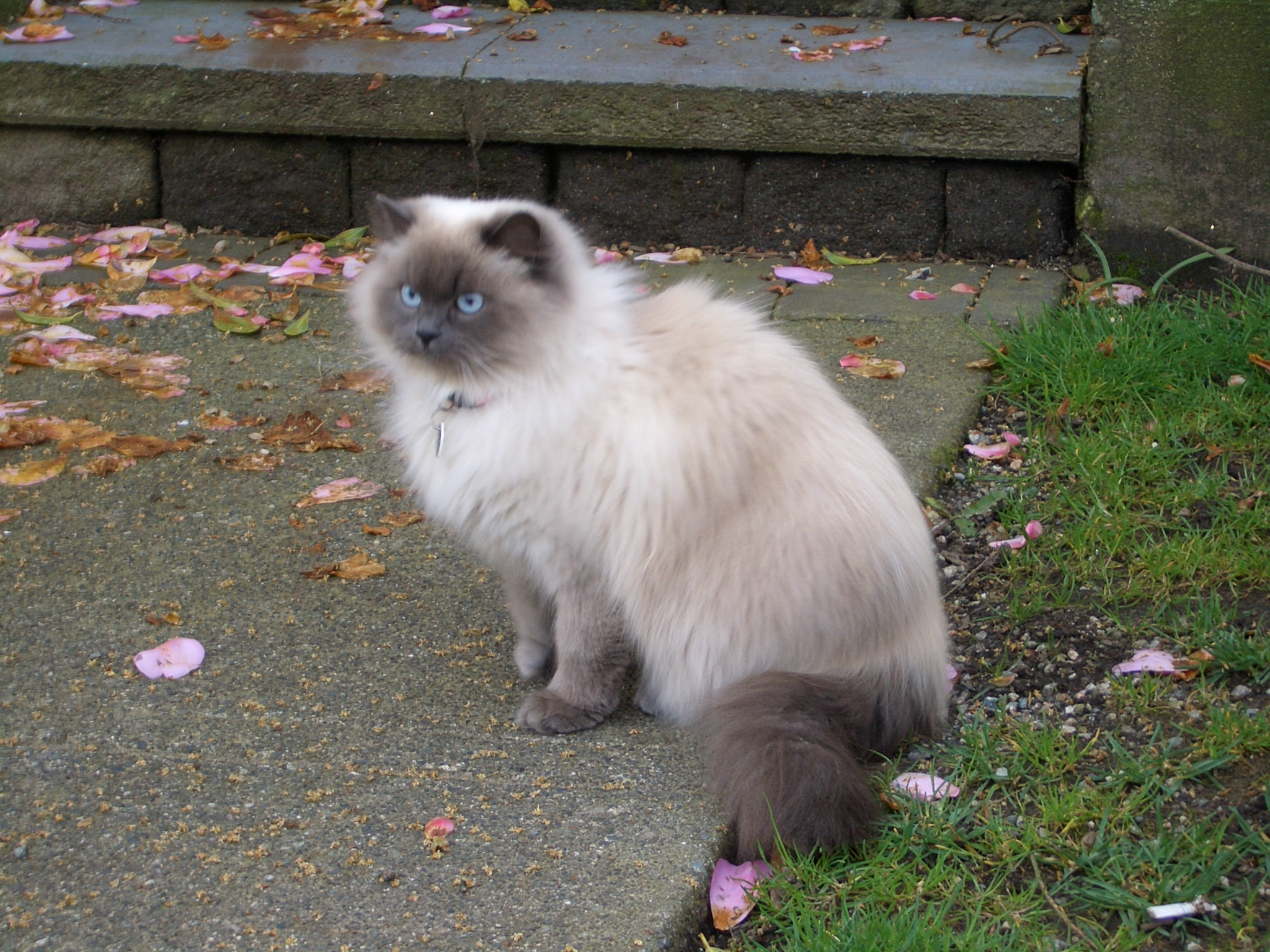
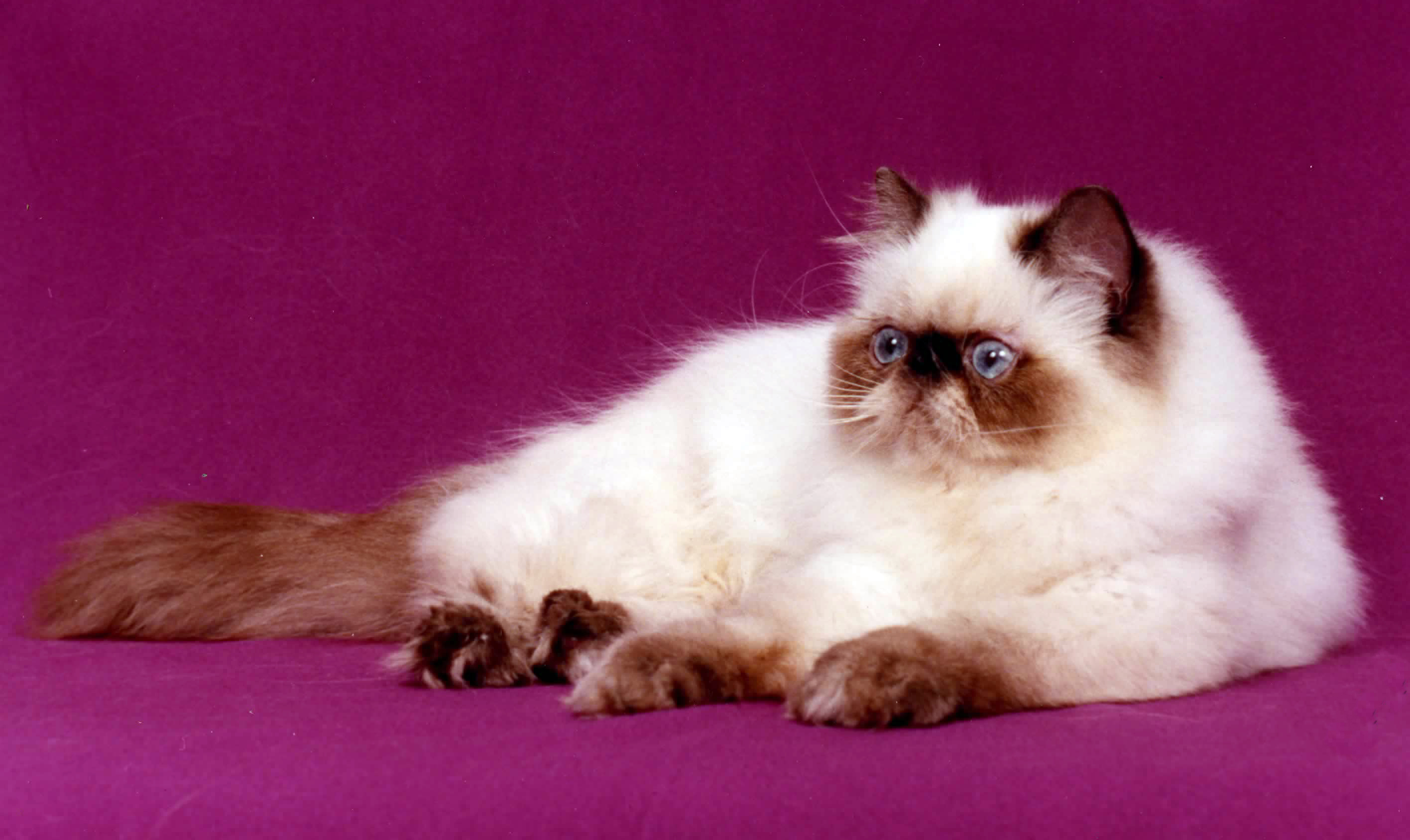

## 類似猫
- シャム猫
- バーマン
- タイ (ネコ）（英語版）